# Visnums distrikt
Visnums distrikt är ett distrikt i Kristinehamns kommun och Värmlands län. Distriktet ligger omkring Björneborg och Bäckhammar i sydöstra Värmland, vid Vänern. 

## Tidigare administrativ tillhörighet
Distriktet inrättades 2016 och utgörs av Visnums socken i Kristinehamns kommun.
Området motsvarar den omfattning Visnums församling hade vid årsskiftet 1999/2000. 

## Tätorter och småorter
I Visnums distrikt finns två tätorter och tre småorter.

### Tätorter
- Björneborg
- Bäckhammar

### Småorter
- Ljunggården
- Nybble
- Torpa